# Потрясаев, Василий Николаевич
Василий Николаевич Потрясаев (род. 5 августа 1953, Владимировка, Курская область) — глава администрации города Белгорода (2002—2011). Председатель Белгородской областной Думы (2015—2019). Почётный гражданин города Белгорода.

## Биография
С 2002 года — глава местного самоуправления, глава администрации горда Белгорода. В 2006 году избран Председателем Президиума Ассоциации «Совет муниципальных образований Белгородской области». Председатель Белгородской областной Думы шестого созыва.
13 июня 2019 года Василий Николаевич объявил о сложение с себя полномочий председателя областной Думы досрочно с 17 июня 2019 года по семейным обстоятельствам.